# Bainbridge (Georgia)
Bainbridge es una ciudad ubicada en el condado de Decatur en el estado estadounidense de Georgia. En el censo de 2000, su población era de 11.722 habs. Está situado a orillas del río Flint, una de las fuentes —junto con el río Chattahoochee— del Apalachicola.

## Demografía
En el 2000 la renta per cápita promedia del hogar era de $24,869, y el ingreso promedio para una familia era de $30,557. El ingreso per cápita para la localidad era de $15,589. Los hombres tenían un ingreso per cápita de $28,918 contra $21,518 para las mujeres.

## Geografía
Bainbridge se encuentra ubicado en las coordenadas 30°54′17″N 84°34′16″O / 30.90472, -84.57111 (30.904846, -84.571013).
Según la Oficina del Censo, la localidad tiene un área total de 48,9 km² (18,9 mi²), de la cual 45,9 km² (17,7 mi²) es tierra y 3 km² (1 mi²) (6.1%) es agua.